# Essequibo (rivier)
Essequibo, vroeger bekend als Araunama, is de langste rivier (1010 km) in Guyana. De rivier ontspringt in de Acarai bergen in het grensgebied van Guyana en Brazilië en stroomt uit in de Atlantische Oceaan. Zijrivieren zijn onder andere de Rupununi, Potaro, Mazaruni, Siparuni, Kiyuwini, Konawaruk, en Cuyuni.
De Essequibo heeft 365 riviereilanden waarvan Wakenaam, Leguan en Hogg Island het grootste zijn. Het meest bekende eiland is Forteiland, waar zich Fort Zeelandia bevond. In de rivier bevindt zich ook het kleine Kyk-over-al-eiland met Fort Kyk-over-al.
Het was ook de naam van de Nederlandse kolonie Essequibo, die van 1616 tot 1814 in dit gebied bestond en waar het Fort Kyk-over-al was gevestigd.
Het bevond zich in wat nu Guyana is, het voormalige Brits-Guiana.
Een restant van deze koloniale periode was de creooltaal Skepi die tot in de twintigste eeuw in dit gebied werd gesproken. Deze rivier wordt door Venezuela beschouwd als een natuurlijke grens met Guyana vanwege zijn territoriale geschil over Guayana Esequiba.